# Eugeniusz Ćwikliński
Eugeniusz Ćwikliński (ur. 16 listopada 1918 w Działdyniu, zm. 27 października 2015 w Świdnicy) – polski botanik, profesor nauk przyrodniczych w zakresie biologii (botanika), nauczyciel akademicki

## Życiorys
Eugeniusz Ćwikliński w latach 1945–1947 pracował jako nauczyciel w Sławnie, następnie jako podinspektor w Świnoujściu (1947–1952). W latach 1952-1963 był pracownikiem Kuratorium w Szczecinie. Studia ukończył w 1960 na Uniwersytecie Łódzkim z dyplomem magistra biologii. W 1967 otrzymał tam stopień doktora nauk przyrodniczych po obronie dysertacji Flora synatropijna Szczecina i okolicy. W latach 1963-1969 pracował w Studium Nauczycielskim w Szczecinie. W 1969 został zatrudniony w Katedrze Botaniki Akademii Rolniczej w Szczecinie, gdzie pracował do 1981. Stopień doktora habilitowanego nauk rolniczych otrzymał w 1975 na podstawie dorobku naukowego i rozprawy habilitacyjnej Flora i zbiorowiska roślinne terenów kolejowych województwa szczecińskiego. W latach 1975-1981 pełnił funkcję prodziekana Wydziału Rolniczego Akademii Rolniczej w Szczecinie.
W latach 1980–2003 pracował w Akademii Podlaskiej, pełnił tam funkcję prorektora (1981-1987) i kierownika Katedry Botaniki. Tytuł naukowy profesora otrzymał w 1986.

## Praca naukowa
Eugeniusz Ćwikliński specjalizował się w ekologii roślin, florystyce oraz ochronie przyrody. Do Jego szczególnych osiągnięć zaliczyć należy rozpoznanie flory i zbiorowisk roślinnych terenów kolejowych województwa szczecińskiego, uzupełnienie wiedzy na temat warunków siedliskowych i rozmieszczenia w województwie szczecińskim bluszczu pospolitego Hedera helix oraz mikołajka nadmorskiego Eryngium maritimum na wybrzeżu bałtyckim. Jako pierwszy opisał nowy zespół roślinny Caricetum aristati. Jest współautorem dokumentacji projektowej Ińskiego Parku Krajobrazowego oraz Atlasu geobotanicznego doliny Bugu. Opublikował ponad 100 oryginalnych prac naukowych, w tym 14 monografii, 4 skrypty i kilkanaście prac popularnonaukowych, opracował ponadto liczne recenzje.
Był członkiem Polskiego Towarzystwa Botanicznego, w latach 1960–1980 pełnił funkcję sekretarza Szczecińskiego Oddziału tego towarzystwa.

## Wybrane publikacje[8]
- Osobliwe deformacje sosen (Pinus silvestris L.) w borze nadodrzańskim. Krzywy Las pod Szczecinem. „Rocz. Dendrolog. Sekcji Dendrol. Polskiego Towarzystwa Botanicznego”, 1971, 25[9]
- Osobliwości florystyczne województwa siedleckiego i terenów przyległych. Wydaw. Uczel. WSRP w Siedlcach, Siedlce 1987, 145 ss. (wsp. Zygmunt Głowacki, Elżbieta Maria Celińska)
- Rośliny naczyniowe Wyspy Chrząszczewskiej. Wydaw. Uczel. WSRP w Siedlcach, Siedlce 1988, 86 ss.
- Euphorbia maculata (Euphorbiaceae) na terenie kolejowym w Siedlcach. „Frag. Flor. Geobot.” Ser. Pol. 1999, s.268-269 (wsp. Anna Bryńczak)
- Ćwiczenia z botaniki. Wydaw. Akademii Podlaskiej, Siedlce 2000, 167 ss. ISBN 8370511252 (wsp. Elżbieta Maria Celińska, Lidia Borkowska)
- Atlas rozmieszczenia roślin naczyniowych w Polsce. UJ Kraków 2001. ISBN 8391516113 (wsp. Zygmunt Głowacki)

## Odznaczenia i nagrody[10]
- Krzyż Kawalerski Orderu Odrodzenia Polski (1983)[6]
- Złoty Krzyż Zasługi (1969)
- Srebrny Krzyż Zasługi (1955)
- Medal Komisji Edukacji Narodowej (1977)
- Złota Odznaka ZNP (1974)
- Złoty Gryf Pomorski (1963)
- Złota Odznaka Honorowa LOP (1965)
- indywidualna nagroda I° MEN (1989)
- zespołowa nagroda II° MOZNIL (1994)
- nagrody rektorskie I° (1975, 1979, 1981, 1982)
- nagroda rektorska II° (1977)
- nagroda rektorska III° (1974)